# NGC 6743
NGC 6743 في الفهرس العام الجديد، هي مجرة، تقع في كوكبة القيثارة. اكتشفت في 6 يوليو 1828 بواسطة جون هيرشل.

## روابط خارجية
- NGC 6743 على موقع ويكي سكاي: DSS2, SDSS, GALEX, IRAS, Hydrogen α, X-Ray, Astrophoto, Sky Map, Articles and images